# Lidelse och lidande
Lidelse och lidande (italienska: Adorazione) är en italiensk dramaserie vars första säsong hade premiär på strömningstjänsten Netflix den 20 november 2024.

## Handling
Serien utspelar sig i Latina söder om Rom och kretsar kring en 16-årig flicka. När hon försvinner och hennes vänner och familj letar efter henne upptäcks hemligheter som påverkar hela samhället.

## Rollista (i urval)
- Alice Lupparelli – Elena
- Noemi Megagnini – Vanessa
- Beatrice Puccilli – Vera
- Giulio Brizzi – Giorgio
- Penelope Raggi – Diana
- Luigi Bruno – Gianmarco